# 亚拉里克二世

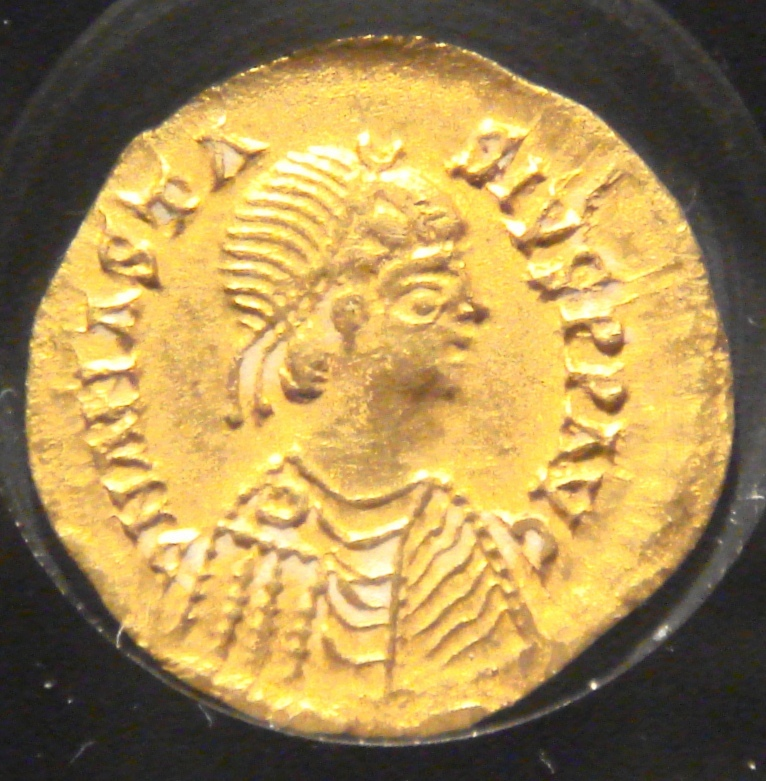
上鑄亚拉里克二世的金幣

亚拉里克二世（德語：Alarich II，約458/466年—507年8月）是西哥特国王（484年—507年在位），尤里克之子，在父亲去世后即位。他统治的领土包括整个高卢和大部分西班牙。
像大多数西哥特人一样，亚拉里克二世是一个阿里乌派教徒，这个教派被正统的基督教会视为异端。由於西哥特人信奉阿里乌派教义，因此在正统教会受洗的野心家法兰克国王克洛维一世有了袭击西哥特王国的借口。
但是亚拉里克二世是一个宽容的统治者。他非常注意保存罗马文化，并准许其罗马臣民信仰基督教正统教义。他最大的贡献是下令编成以《亚拉里克法律要略》之名著称于世的法律文件。这份文件以罗马法作为西哥特王国境内的法律基础。

亚拉里克二世时期的西哥特王国

507年在普瓦捷附近的小村庄沃耶（Vouillé），亚拉里克二世率领的西哥特人被克洛维彻底击溃。克洛维俘虏了亚拉里克二世，不久将他杀害。此后西哥特人的势力被永久逐出高卢，法兰克人占据了这一地区。
| 前任： 尤里克 | 西哥特国王 | 继任： 盖萨莱克 |